# 花巻杏奈
花巻 杏奈（はなまき あんな、本名及び旧芸名：橋本 杏奈 （はしもと あんな）、1995年〈平成7年〉9月11日 - ）は、日本のグラビアアイドル。愛知県出身。プラチナムプロダクション所属。アイドルグループ「Star☆T」「7☆3」「P.IDL」「PIDL☆未来stage」の元メンバー。

## 略歴
2011年12月、「豊田の元気と魅力を全国に発信しよう！」をキャッチフレーズに、愛知県豊田市のご当地アイドルとして結成された『Star☆T』の1期生としてデビュー。2人の妹とともに「橋本3姉妹」の長女として人気を博す。キャッチフレーズは「みんなのゆるキャラ、あんちゃんこと橋本杏奈です」。
2014年8月17日、日本テレビ主催のアイドル発掘イベント『汐留グラビア甲子園2014』で審査員特別賞受賞（グランプリは岡瑞樹、準優勝：椎名香奈江、橋本梨菜）。
2015年11月、CBCテレビ「アイドリぃむ!TV」東海選抜アイドルユニット『7☆3（シチサン）』に1期生として参加。翌2016年8月27日をもってStar☆Tを退団し、『P.IDL』へ移籍。
2018年1月、いちごとカワイイカルチャーのPR活動を行う『ミスいちご』の第3期メンバー「ミスいちご2018」に就任。同年4月、赤木彩香、平野由佳とともにユニット『クレヨンバス』を結成し、CBCラジオ「クレヨンバスで行こう！！」に出演（2018年4月7日 - 2019年3月30日）。同時期にYouTubeチャンネル「クレヨンバス」開設。同5月18日、1stDVD『ミルキー・グラマー』（竹書房）をリリース。
2019年6月28日、所属していたP.IDLが『PIDL☆未来stage』へと名称変更。グループのプロデューサーにお笑いタレントよゐこの濱口優が就任する。
2020年1月27日をもってPIDL☆未来stageを卒業。同年11月14日、 令和時代の新しいグラビアアイドルの才能を発掘しようと、大手芸能事務所のエイベックス・マネジメント、フィット、プラチナムプロダクションの3社が共同で開催した日本最大級のグラビアアイドルオーディション『グラビアネクスト2020』で、審査員特別賞に選ばれる（グランプリは冨樫真凜、準グランプリ：ロサリオ恵奈、審査員特別賞：新海まき、成田空）。この受賞により同年12月20日付でプラチナムプロダクションに所属が決定。同時に「花巻 杏奈」への改名を発表。
2022年2月17日、花巻杏奈名義としての1stDVD『花舞う頃に』（ギルド）を発売。
2023年12月26日、『週刊SPA!』（扶桑社）の「グラビアン魂アワード2023」にて、リリー・フランキー個別賞「ハピネスガール賞」を受賞。

## 人物
- 5人兄妹の長女。兄が1人と妹が3人いる。
- 本人曰く、チャームポイントは口元のほくろ[9]。
- たぬき顔・童顔・舌足らずな口調からほんわかした雰囲気でおっとりしたイメージを抱かれることが多いが、実はなかなかの負けず嫌いである。
- 実家では「モカ」という名前のミニチュアダックスフンドを飼っている。
- 植物が好きで部屋の中で観葉植物を育てているほか、ベランダで家庭菜園をしている。
- 島津家の血を引いており、篤姫や源頼朝の子孫である[10]。
- 親戚がブラジルにいるため小さいころからよくブラジルに行っていた。
- ポルトガル語が少しだけわかる。話せるポルトガル語は「ありがとう」と「私はポルトガル語は話せません」
- 事務所の先輩で同じ愛知県出身の雪平莉左と同じ小学校に通っていた（学年は雪平が１つ上）。尊敬する人物としても雪平の名前を挙げている[11]。
- 太陽を見るとくしゃみが出てしまう「光くしゃみ反射」体質である。
- 「いい色♪」が口癖

### 趣味・特技
- 医療秘書の資格を持っている。
- 映画鑑賞を趣味としており、今までに１万作品以上は観ているとインタビューで語っている。[12]
- Netflixのヘビーユーザーだが、1人で映画館に足を運び2〜3本続けて観ることもある。
- 国内外の作品を問わず、映画・ドラマ・アニメなど様々なジャンルの作品を観る。
- 好きな俳優は西田敏行と舘ひろし。好きな映画は「ステキな金縛り」。堤幸彦監督、池井戸潤作品が好き。
- 料理は基本的に得意であり、実家にいた際は家族7人分のご飯を作っていた。(上京し一人暮らしを始めた直後は1人分の分量がわからなかった)
- アロマや石鹸の匂いを好み、固形石鹸を集めている。特に好きな匂いは金木犀の香り。
- 好きな洋服のブランドはSNIDELとZARA。特にワンピースを好んで着ている。
- 御朱印を集めている。

## 出演

### テレビ
- ゴッドタン（テレビ東京）- 2021年4月3日
- 所JAPAN（関西テレビ）- 2021年6月14日
- THE鬼タイジ 大晦日決戦in鬼ヶ島（TBS）- 2021年12月31日
- デートなう（テレビ大阪）- 2022年2月15日
- ポテンシャル研究所（日本テレビ） - 2022年10月18日
- Cheeky's a GoGo!【関東・甲信】～行く・見る・味わう・楽しいニッポン～(2/23) （BSよしもと）- 2023年2月23日
- 夜中3時のイケメンサマー Season3（テレビ東京）- 2023年7月13日、8月3日
- ポケットに冒険をつめこんで 第1話「こうかはばつぐんだ」（テレビ東京）- 2023年10月19日
- イミコワ考察ミステリー 不気味な答え「デスゲーム」 イワイ（岩井京香） 役（テレビ朝日） - 2024年3月2日 - 16日
- 肝臓を奪われた妻 第2話（2024年4月10日、日本テレビ）

### ラジオ
- クレヨンバスで行こう！！（CBCラジオ） - 2018年4月7日 - 2019年3月30日

### YouTube
- クレヨンバス[13]
- 株式会社ディ・コンプレックス 「芳野友美とWIN5で儲けよう！8月22日編 ゲストに花巻杏奈さん登場♪」- 2021年8月22日[14]
- はじめしゃちょー
  - 「【検証】サウナに水着美女が大量に入ってきたらどうする？」 - 2022年11月9日[15]
  - 「【天国？地獄？】24時間ナイトプールで生活してみた」- 2023年7月28日[16]
- 巌流島「【無料配信】12.28 INOKI BOM-BA-YE×巌流島 in 両国」- 2022年12月28日[17]
- PLATINUM GOLF[18]
- ゆるふわたいむ「雪平莉左と花巻杏奈の仲良し美女2人がふたり旅スタート【三重ロケVol.1】」[19]
- RANKU TV ショートムービー「あまくてにがい」清瀬朱莉役- 2024年9月27日[20]

### 配信
- INOKI BOM-BA-YE × 巌流島 in 両国（ラウンドガール） - 2022年12月28日
- 有田ジェネレーション Season8 #10 「笑いとセクシーが融合！チラリズムネタGP開催♡」（Paravi）- 2023年3月24日

### イベント
- 沖縄コレクション2024 - 2024年6月15日

## 作品

### イメージDVD
- ミルキー・グラマー（2018年5月18日、竹書房）※橋本杏奈名義[21]
- 花舞う頃に（2022年2月17日、ギルド）[22]

### デジタル写真集
- 花巻杏奈が水着で医療秘書 ヤンマガデジタル写真集（2022年10月28日、講談社、撮影：田中智久）[23]
- 花巻杏奈が水着で映画鑑賞 ヤンマガデジタル写真集（2022年10月28日、講談社、撮影：田中智久）[24]
- 花巻杏奈が水着で医療秘書＆映画鑑賞<70枚完全版> ヤンマガデジタル写真集（2022年10月28日、講談社、撮影：田中智久）[25]
- EMO girl ZERO Digital PHOTOBOOK 001（2023年8月4日、主婦の友社）他モデル：犬嶋英沙、蘭、清水サニ[26]

## 掲載

### 雑誌
- 「週刊プレイボーイ」（集英社）
  - 41号 - 2018年9月22日
  - No.31・32 - 2021年7月19日
  - 20・21号 - 2022年5月2日
  - 18号 - 2023年5月1日
- 「ビッグコミックスペリオール」22号（小学館）- 2021年10月22日
- 「週刊ヤングジャンプ」No.30（集英社）- 2021年6月24日
- 「月刊サイゾー」7・8月合併号（サイゾー）-2021年7月19日
- 「S Cawaii!特別編集 BODY＆MAKE」（主婦の友社）- 2021年7月30日
- 「ヤングアニマル」21号（白泉社）- 2021年10月22日
- 「週刊実話」3月10日号 （日本ジャーナル出版）- 2022年2月24日
- 「週刊アサヒ芸能」3月31日号（徳間書店）- 2022年3月22日
- 「グラドル名鑑2020」(株式会社らんくう) - 2022年4月28日
- 「週刊SPA!」2022年11/15号（扶桑社）- 2022年11月8日

### WEB
- 「ヤンマガWeb」
  - ヤンマガ2.5次元グラビア 異世界ひとっ娘動物園×花巻杏奈（3月17日、24日、31日）[27]
  - グラドルが水着で〇〇 花巻杏奈が水着で医療秘書（5月24日）[28]
  - グラドルが水着で〇〇 花巻杏奈が水着で映画鑑賞（5月31日）[29]

### 動画
1. ↑  小坂本町1丁目チャンネル Star☆T大陸～橋本3姉妹（杏奈・優奈・佳那）編～ - YouTube（2012年8月14日）2022年6月2日閲覧。
2. ↑  fieldcasterjapan 第2の橋本環奈? 愛知県の美少女・橋本三姉妹に大注目! ご当地アイドル『Star☆T』 - YouTube（2015年4月14日）2022年6月2日閲覧。
3. ↑  “クレヨンバス - YouTube”. www.youtube.com. 2022年2月20日閲覧。